# Лопта за амерички фудбал
Лопта за амерички фудбал је лопта јајастог облика којом се играју амерички и канадски фудбал. Визуелно подсјећа на лопту за рагби, али данас постоје лако уочљиве разлике међу њима.

## Историја
За играње америчког фудбала дуго су се користиле лопте за рагби. За мјехур је кориштена свињска бешика која је ручно опшивана четверодјелним кожним чаурама. Лопте су биле међусобно различите, највјероватније због кориштења свињских бешика и облик је више подсјећао на облик виска или крушке.
До 1870. рагби и амерички фудбал су се играли са скоро округлом лоптом са унутрашњошћу од свињске бешике. 1870. је Ричард Линдон умјесто свињске бешике почео да користи гуму па се због савитљивости гуме облик промијенио у облик јаја. Такав облик је званично дефинисан правилима које је донијела Енглеска рагби асоцијација (енгл. RFU) 1892. године. Облик је временом постајао све више јајаст.
Модификација лопте за рагби је урађена да би се олакшало њено бацање. Тај процес се одвијао тек двадесетих година двадесетог вијека.
Почетак кориштења лопти од синтетичких материјала у америчком фудбалу је био условљен играњем у лошим временским условима. Такве лопте су се у почетку користиле само уколико је терен био мокар и падала киша јер нису упијале воду. Касније су се почеле користити на свим утакмицама.

## Начин израде
Лопта се израђује од четири комада коже или пластике који се прије израде испитају да би се осигурало да задовољавају услове.
Два комада се пробијају дужином линије која их спаја. На једном од ових комада се прави и додатна шупљина и ојачање за мјесто гдје ће бити вентил за надувавање. Затим се сваки панел спаја цик-цак шавом гдје конац наизмјенично пролази изнад и испод површине. Ивице са рупама се не састављају, већ се лопта окреће на десну страну гурајући комаде коже кроз рупу. Затим се кроз рупу за увезивање убацује гумена или полиуретанска облога. Кроз пробушене рупе на комадима се убацују везице од поливинил хлорида или коже како би се олакшало држање, додавање и шутирање лопте.

## Карактеристике лопте
Притисак до ког је лопта надувана треба да буде 86-93 килопаскала (12,5-13,5 псија), а маса 400-430 грама (14-15 унци). Дужа оса лопте је 28-28,5, а краћа 11-11,25 инча. У утакмицама НФЛ лиге домаћа екипа треба да обезбједи 36 лопти за утакмицу на спољном терену односно 24 за дворанску утакмицу. Ове лопте судије треба да провјере два сата прије утакмице. За сваку утакмицу се набавља 12 нових лопти које имају ознаку K које служе за шутирање лопти при ударцима ногом.

## Боја
Кожни панели су обично смеђе боје премазани супстанцама које омогућавају боље приањање. Кориштене су и бијеле лопте за играње у ноћним условима, али у новије вријеме при јакој свијетлости рефлектора то није потребно. У дворанском фудбалу се чешће користе лопте за црвеном, плавом и бијелом бојом, док се у неким федерацијама користе црне или свијетлозелене лопте. Лопте обично на себи имају лого произвођача и лиге у којој се користе. Произвођач лопти за НФЛ лигу је Horween Leather Company још од 1941. године.